# Liga Nacional da Nova Zelândia de 2021
A Liga Nacional da Nova Zelândia de 2021 foi a primeira temporada da Liga Nacional desde sua reestruturação em 2021. 30 clubes disputaram a competição, sendo que quatro foram planejados para se classificarem da Liga do Norte, três se classificaram da Liga Central e dois se classificaram da Liga Sul, juntamente com o Wellington Phoenix Reserves que possui classificação automática. Cada equipe foi autorizada a colocar em campo no máximo quatro jogadores estrangeiros, bem como um jogador estrangeiro adicional que tenha nacionalidade de algum país da Confederação de Futebol da Oceania. Cada equipe também deveria ter pelo menos dois jogadores com 20 anos ou menos entre os titulares.
Como o Wellington Phoenix Reserves precisa manter uma parceria com um clube afiliado através de um Memorando de Entendimento (MoU) para poder disputar a liga e ter a vaga direta na Liga Nacional, seu MoU atual foi com o Lower Hutt City. Isso significava que o Lower Hutt não poderia se classificar para a Liga Nacional, mesmo que terminasse entre os três primeiros da Liga Central.
A New Zealand Football anunciou no dia 14 de setembro que havia decidido encerrar o restante da temporada da Liga do Norte e cancelar todos os jogos ainda a serem disputados devido ao aumento de casos de Covid-19  em Auckland e ao fato de a cidade estar no nível 4 de isolamento. A decisão foi tomada devido ao fato de que não seria possível completar todos os jogos antes do início da Liga Nacional, então as vagas na fase seguinte foram concedidas com base na classificação da Liga Norte no momento do cancelamento.
No dia 8 de outubro, a New Zealand Football anunciou  nova uma mudança nos planos para a Liga Nacional de 2021 devido aos níveis de alerta de COVID-19 no país. A Liga Nacional o seria dividida em duas "bolhas", a Bolha de Auckland e a Bolha South, onde as equipes jogam contra todas as outras equipes de sua bolha em turno único. Os dois melhores clubes de cada bolha se classificariam para uma fase final composta por semifinais e uma Grande Final.
No dia 2 de novembro, após a confirmação de que os níveis de alerta não seriam alterados para permitir que as equipes de Auckland e Waikato continuassem a participar da Liga Nacional, a New Zealand Football anunciou que estava cancelando a Liga Nacional como um todo. Em seu lugar, decidiram por uma competição inter-regional única, a Liga Nacional: Série Centro-Sul.

## Ligas qualificatórias

### Liga Norte de 2021

#### Informações das equipes
| Equipe             | Estádio            | Localização | Notas                                                                     |
| ------------------ | ------------------ | ----------- | ------------------------------------------------------------------------- |
| Auckland City      | Kiwitea Street     | Auckland    | Substitui o clube irmão Central United FC na temporada de 2021            |
| Auckland United    | Keith Hay Park     | Auckland    |                                                                           |
| Bay Olympic        | Olympic Park       | Auckland    | 2º na Division 1 (promovido)                                              |
| Birkenhead United  | Shepherds Park     | Auckland    |                                                                           |
| Eastern Suburbs    | Madills Farm       | Auckland    |                                                                           |
| Hamilton Wanderers | Porritt Stadium    | Hamilton    |                                                                           |
| Manukau United     | Centre Park        | Auckland    |                                                                           |
| Melville United    | Gower Park         | Hamilton    |                                                                           |
| North Shore United | Estádio Allen Hill | Auckland    |                                                                           |
| Northern Rovers    | McFetridge Park    | Auckland    | Fusão entre Glenfield Rovers AFC e Forrest Hill Milford United AFC        |
| West Coast Rangers | Fred Taylor Park   | Auckland    | Fusão entre Waitakere City FC e Norwest United antes da temporada de 2021 |
| Western Springs    | Seddon Fields      | Auckland    |                                                                           |

Fonte:  

#### Classificação
| Pos | Equipes                | Pts | J  | V  | E | D  | GM | GS | SG  | Classificação ou rebaixamento                             |
| --- | ---------------------- | --- | -- | -- | - | -- | -- | -- | --- | --------------------------------------------------------- |
| 1   | Auckland City (C)      | 46  | 18 | 15 | 1 | 2  | 63 | 19 | +44 | Campeão da Liga Norte e classificado para a Liga Nacional |
| 2   | Auckland United (Q)    | 35  | 19 | 10 | 5 | 4  | 42 | 25 | +17 | Classificado para a Liga Nacional                         |
| 3   | Eastern Suburbs (Q)    | 34  | 19 | 10 | 4 | 5  | 31 | 21 | +10 | Classificado para a Liga Nacional                         |
| 4   | Birkenhead United (Q)  | 33  | 19 | 10 | 3 | 6  | 50 | 33 | +17 | Classificado para a Liga Nacional                         |
| 5   | Western Springs        | 28  | 18 | 8  | 4 | 6  | 44 | 35 | +9  |                                                           |
| 6   | Bay Olympic            | 25  | 18 | 7  | 4 | 7  | 26 | 38 | -12 |                                                           |
| 7   | Hamilton Wanderers     | 23  | 18 | 6  | 5 | 7  | 35 | 44 | -9  |                                                           |
| 8   | Manukau United         | 22  | 19 | 5  | 7 | 7  | 33 | 35 | -2  |                                                           |
| 9   | North Shore United     | 22  | 19 | 5  | 7 | 7  | 35 | 40 | -5  |                                                           |
| 10  | Melville United        | 21  | 19 | 6  | 3 | 10 | 24 | 40 | -16 |                                                           |
| 11  | Northern Rovers (R)    | 11  | 19 | 2  | 5 | 12 | 22 | 41 | -19 | Rebaixado para a NRFL Division 1                          |
| 12  | West Coast Rangers (R) | 11  | 19 | 3  | 2 | 14 | 18 | 52 | -34 | Rebaixado para a NRFL Division 1                          |

 (C) Campeão da Liga Norte e classificado para a Liga Nacional  

 (Q) Classificado para a Liga Nacional  

 (R) Rebaixado para NRFL Division 1 de 2022 

#### Confrontos
| Casa/Fora          | AC  | AU  | BO  | BU  | ES  | HW  | MAN | MEL | NS  | NR  | WC  | WS  |
| ------------------ | --- | --- | --- | --- | --- | --- | --- | --- | --- | --- | --- | --- |
| Auckland City      | -   | 3-1 | 7-0 | 5-0 | DNP | 3-1 | 3-1 | DNP | 4-1 | 2-1 | 2-0 | 4-3 |
| Auckland United    | DNP | -   | 1-2 | 5-0 | 2-0 | 7-0 | 2-2 | 1-0 | 1-1 | 6-3 | 4-1 | 1-4 |
| Bay Olympic        | 1-2 | 1-1 | -   | 0-3 | 1-2 | 2-7 | 4-3 | DNP | DNP | 6-2 | 1-0 | 3-2 |
| Birkenhead United  | 4-3 | 0-1 | DNP | -   | 2-1 | 0-3 | 2-2 | 9-0 | 7-1 | 1-1 | 3-1 | 2-3 |
| Eastern Suburbs    | 0-5 | 2-0 | 1-0 | 4-2 | -   | DNP | 0-0 | 1-1 | 0-0 | 2-0 | DNP | 1-1 |
| Hamilton Wanderers | 0-5 | 1-3 | DNP | 3-3 | 2-1 | -   | 1-4 | 2-2 | 1-2 | 4-3 | 2-2 | DNP |
| Manukau United     | 2-2 | 3-3 | 3-1 | DNP | 0-3 | 1-2 | -   | 3-5 | 1-1 | 2-0 | 3-2 | DNP |
| Melville United    | 0-3 | DNP | 0-1 | 0-3 | 0-1 | 1-1 | 0-1 | -   | 1-0 | 0-1 | 3-0 | 5-3 |
| North Shore United | 3-2 | 1-1 | 1-2 | 2-3 | 3-4 | 1-1 | DNP | 3-2 | -   | 2-2 | 4-1 | 4-4 |
| Northern Rovers    | 1-4 | 1-2 | 0-0 | 1-2 | 0-3 | 3-2 | 1-1 | 0-1 | DNP | -   | DNP | 1-1 |
| West Coast Rangers | 0-4 | 0-3 | 3-3 | 0-4 | 0-4 | DNP | 0-1 | 2-0 | 0-3 | 3-2 | -   | 1-5 |
| Western Springs    | DNP | 0-2 | 1-1 | 2-0 | 2-1 | 1-2 | 2-1 | 6-2 | 3-2 | DNP | 1-2 | -   |

 Azul=vitória do time da casa; Amarelo=empate; Vermelho=vitória do time visitante  

 DNP = partida não disputada porque a temporada foi encerrada de forma antecipada  
1. ↑  Melville venceu por 1-0, porém o West Coast Rangers escalou irregularmente um jogador. Com isso, foi dada a vitória de 3-0 para o Melville
2. ↑  North Shore venceu por 2-0, porém o West Coast Rangers escalou irregularmente um jogador. Com isso, foi dada a vitória de 3-0 para o North Shore

#### Artilheiros
| Classificação | Jogador         | Clube              | Gols |
| ------------- | --------------- | ------------------ | ---- |
| 1             | Alex Greive     | Birkenhead United  | 19   |
| 2             | Angus Kilkolly  | Auckland City      | 18   |
| 3             | Monty Patterson | Auckland United    | 15   |
| 4             | Jake Mechell    | Eastern Suburbs    | 12   |
| 5             | Horácio James   | North Shore United | 10   |
| 5             | Joseph Lee      | North Shore United | 10   |
| 5             | Kayne Vincent   | Eastern Suburbs    | 10   |
| 8             | Sam Margetts    | Eastern Suburbs    | 9    |
| 9             | Maro Bonsu-Maro | Manukau United     | 8    |
| 9             | Adam Dickinson  | Northern Rovers    | 8    |
| 9             | Sanni Issa      | Birkenhead United  | 8    |
| 9             | Emiliano Tade   | Auckland City      | 8    |

### Liga Central de 2021

#### Informações das equipes
| Equipe             | Estádio               | Localização        |
| ------------------ | --------------------- | ------------------ |
| Lower Hutt City    | Fraser Park           | Lower Hutt         |
| Miramar Rangers    | David Farrington Park | Wellington         |
| Napier City Rovers | Estádio Bluewater     | Napier             |
| North Wellington   | Alex Moore Park       | Wellington         |
| Petone             | Memorial Park         | Petone, Lower Hutt |
| Wainuiomata        | Richard Prouse Park   | Lower Hutt         |
| Wairarapa United   | Memorial Park Turf    | Masterton          |
| Waterside Karori   | Karori Park           | Wellington         |
| Wellington Olympic | Wakefield Park        | Wellington         |
| Western Suburbs    | Endeavour Park        | Porirua            |

#### Classificação
| Pos | Equipes                | Pts | J  | V  | E | D  | GM | GS | SG  | Classificação ou rebaixamento                               |
| --- | ---------------------- | --- | -- | -- | - | -- | -- | -- | --- | ----------------------------------------------------------- |
| 1   | Wellington Olympic (C) | 47  | 18 | 15 | 2 | 1  | 59 | 18 | +41 | Campeão da Liga Central e classificado para a Liga Nacional |
| 2   | Miramar Rangers (Q)    | 42  | 18 | 13 | 3 | 2  | 64 | 17 | +47 | Classificado para a Liga Nacional                           |
| 3   | Lower Hutt City        | 41  | 18 | 13 | 2 | 3  | 70 | 26 | +44 |                                                             |
| 4   | Western Suburbs (Q)    | 31  | 18 | 9  | 4 | 5  | 46 | 25 | +21 | Classificado para a Liga Nacional                           |
| 5   | Wairarapa United       | 24  | 18 | 6  | 6 | 6  | 37 | 44 | -7  |                                                             |
| 6   | Waterside Karori       | 22  | 18 | 6  | 4 | 8  | 31 | 42 | -11 |                                                             |
| 7   | Napier City Rovers     | 17  | 18 | 5  | 2 | 11 | 37 | 51 | -14 |                                                             |
| 8   | North Wellington       | 16  | 18 | 4  | 4 | 10 | 46 | 57 | -11 |                                                             |
| 9   | Petone                 | 12  | 18 | 4  | 0 | 14 | 27 | 68 | -41 |                                                             |
| 10  | Wainuiomata (R)        | 4   | 18 | 1  | 1 | 16 | 17 | 86 | -69 | Rebaixado para a Capital Premier/Central Federation League  |

 (C) Campeão da Liga Central de 2021 e classificado para a Liga Nacional  

 (Q) Classificado para a Liga Nacional  

 (R) Rebaixado para a Capital Premier/Central Federation League de 2022 
1. ↑  O Lower Hutt City não pode se classificar para a Liga Nacional por conta de se MoU com o Wellington Phoenix

#### Confrontos
| Casa/Fora          | LH  | MR  | NC  | NW  | PT  | WN   | WU  | WK  | WO  | WS  |
| ------------------ | --- | --- | --- | --- | --- | ---- | --- | --- | --- | --- |
| Lower Hutt City    | -   | 4-2 | 3-0 | 3-1 | 6-0 | 12-1 | 3-0 | 4-2 | 1-2 | 4-1 |
| Miramar Rangers    | 1-0 | -   | 4-2 | 5-2 | 7-1 | 6-0  | 8-1 | 2-1 | 0-0 | 0-0 |
| Napier City Rovers | 1-5 | 1-4 | -   | 5-4 | 7-0 | 5-0  | 2-3 | 0-0 | 0-3 | 0-6 |
| North Wellington   | 4-5 | 1-1 | 4-4 | -   | 4-6 | 1-3  | 3-4 | 2-3 | 3-3 | 2-3 |
| Petone             | 1-5 | 0-4 | 0-1 | 3-5 | -   | 4-2  | 0-1 | 3-1 | 1-3 | 1-3 |
| Wainuiomata        | 1-5 | 1-7 | 1-5 | 1-2 | 2-4 | -    | 1-1 | 1-3 | 1-7 | 1-4 |
| Wairarapa United   | 1-4 | 0-5 | 5-0 | 2-2 | 4-2 | 7-0  | -   | 1-1 | 1-6 | 2-2 |
| Waterside Karori   | 4-4 | 1-4 | 3-2 | 0-3 | 4-0 | 2-1  | 2-2 | -   | 2-4 | 1-0 |
| Wellington Olympic | 3-1 | 1-0 | 2-1 | 2-3 | 7-1 | 4-0  | 1-0 | 6-0 | -   | 3-2 |
| Western Suburbs    | 1-1 | 1-4 | 4-1 | 4-0 | 2-0 | 7-0  | 2-2 | 3-1 | 1-2 | -   |

 Azul=vitória do time da casa; Amarelo=empate; Vermelho=vitória do time visitante 

#### Artilheiros
| Classificação | Jogador             | Clube              | Gols |
| ------------- | ------------------- | ------------------ | ---- |
| 1             | George Ott          | Lower Hutt City    | 21   |
| 2             | Riley Bidois        | Lower Hutt City    | 16   |
| 3             | Jared Cunniff       | Wellington Olympic | 15   |
| 4             | Gianni Bouzoukis    | Wellington Olympic | 14   |
| 4             | Sam Mason-Smith     | Miramar Rangers    | 14   |
| 6             | Kailan Gould        | Wellington Olympic | 11   |
| 6             | Jack-Henry Sinclair | Wellington Olympic | 11   |
| 6             | Luis Toomey         | Lower Hutt City    | 11   |
| 9             | Ihaia Delaney       | Western Suburbs    | 10   |
| 9             | João Moreira        | Miramar Rangers    | 10   |

### Liga Sul de 2021

#### Informações das equipes
Ao contrário das Ligas Norte e Central, a Liga Sul é a culminação de dois torneios regionais,  onde cada um  fornece equipes para a Liga Sul da mesma forma que as Ligas Norte, Central e Sul fornecem equipes para a Liga Nacional. Os cinco melhores times da Mainland Premier League e os três melhores times da FootballSouth Premier League se classificaram para a Liga Sul.
| Equipe              | Terreno doméstico            | Localização   | Notas                                    |
| ------------------- | ---------------------------- | ------------- | ---------------------------------------- |
| Cashmere Technical  | Garrick Memorial Park        | Christchurch  | Campeões da Mainland Premier League      |
| Christchurch United | Christchurch Football Centre | Christchurch  | 3º na Mainland Premier League            |
| Coastal Spirit      | Linfield Park                | Christchurch  | 2º na Mainland Premier League            |
| Green Island        | Sunnyvale Park               | Dunedin       | 2º na FootballSouth Premier League       |
| Nelson Suburbs      | Saxton Field                 | Nelson        | 4º na Mainland Premier League            |
| Otago University    | Dunedin Artificial Turf      | North Dunedin | 3º na FootballSouth Premier League       |
| Selwyn United       | Foster Park                  | Rolleston     | 5º na Mainland Premier League            |
| South City Royals   | Caledonian Ground            | South Dunedin | Campeões da FootballSouth Premier League |

#### Classificação
| Pos | Equipes                | Pts | J | V | E | D | GM | GS | SG  | Classificação ou rebaixamento                           |
| --- | ---------------------- | --- | - | - | - | - | -- | -- | --- | ------------------------------------------------------- |
| 1   | Cashmere Technical (C) | 18  | 7 | 6 | 0 | 1 | 25 | 7  | +18 | Campeão da Liga Sul e classificado para a Liga Nacional |
| 2   | Selwyn United (Q)      | 13  | 7 | 4 | 1 | 2 | 14 | 12 | +2  | Classificado para a Liga Nacional                       |
| 3   | South City Royals      | 12  | 7 | 4 | 0 | 3 | 15 | 16 | -1  |                                                         |
| 4   | Otago University (R)   | 12  | 7 | 4 | 0 | 3 | 14 | 15 | -1  | Rebaixado para a FootballSouth Premier League           |
| 5   | Christchurch United    | 10  | 7 | 3 | 1 | 3 | 20 | 15 | +5  |                                                         |
| 6   | Coastal Spirit         | 9   | 7 | 3 | 0 | 4 | 12 | 12 | 0   |                                                         |
| 7   | Nelson Suburbs         | 4   | 7 | 1 | 1 | 5 | 10 | 17 | -7  |                                                         |
| 8   | Green Island           | 4   | 7 | 1 | 1 | 5 | 11 | 27 | -16 |                                                         |

 (C) Campeão da Liga Sul e classificado para a Liga Nacional  

 (Q) Classificado para a Liga Nacional  

 (R) Rebaixado para a FootballSouth Premier League de 2022 
1. ↑  O Otago University foi rebaixado por não cumprir os requisitos mínimos para participar da Liga Nacional de 2022[14]

#### Confrontos
| Casa/Fora           | CT  | CU  | CS  | GI  | NS  | OU  | SU  | SC  |
| ------------------- | --- | --- | --- | --- | --- | --- | --- | --- |
| Cashmere Technical  | -   | 3-2 | 0-1 | 6-2 |     |     |     | 5-0 |
| Christchurch United |     | -   |     | 3-2 |     | 5-0 |     | 3-4 |
| Coastal Spirit      |     |     | -   |     | 1-0 | 3-0 | 2-4 |     |
| Green Island        |     | 2-4 | 3-2 | -   | 2-4 |     |     | 1-4 |
| Nelson Suburbs      | 1-5 | 1-1 |     |     | -   | 1-3 | 1-2 |     |
| Otago University    | 0-4 |     |     | 6-0 |     | -   | 3-1 |     |
| Selwyn United       | 1-2 | 3-2 |     | 1-1 |     |     | -   |     |
| South City Royals   |     |     | 2-1 |     | 3-2 | 1-2 | 1-2 | -   |

 Azul=vitória do time da casa; Amarelo=empate; Vermelho=vitória do time visitante 

#### Artilheiros
| Classificação | Jogador            | Clube               | Gols |
| ------------- | ------------------ | ------------------- | ---- |
| 1             | Garbhan Coughlan   | Cashmere Technical  | 7    |
| 1             | Eduardo Wilkinson  | Christchurch United | 7    |
| 3             | Ryan Fleming       | South City Royals   | 6    |
| 4             | Kenshin Hayashi    | Coastal Spirit      | 5    |
| 4             | Daniel McClay      | Christchurch United | 5    |
| 6             | Cameron Anderson   | Green Island        | 4    |
| 6             | Aidan Barbour-Ryan | Otago University    | 4    |
| 6             | Oliver Colloty     | Christchurch United | 4    |
| 6             | Adam Hewson        | Green Island        | 4    |
| 6             | Yuya Taguchi       | Cashmere Technical  | 4    |

## Clubes classificados
Auckland City

Auckland United

Birkenhead United

Miramar Rangers

Wellington Olympic

Wellington Phoenix Reserves

| Associação                                    | Equipe                      | Posição na Liga Regional | Aparições | Melhor resultado |
| --------------------------------------------- | --------------------------- | ------------------------ | --------- | ---------------- |
| Liga Norte (4 vagas)                          | Auckland City               | 1º                       | 1º        | Estreia          |
| Liga Norte (4 vagas)                          | Auckland United             | 2º                       | 1º        | Estreia          |
| Liga Norte (4 vagas)                          | Eastern Suburbs             | 3º                       | 1º        | Estreia          |
| Liga Norte (4 vagas)                          | Birkenhead United           | 4º                       | 1º        | Estreia          |
| Liga Central (3 vagas)                        | Wellington Olympic          | 1º                       | 1º        | Estreia          |
| Liga Central (3 vagas)                        | Miramar Rangers             | 2º                       | 1º        | Estreia          |
| Liga Central (3 vagas)                        | Western Suburbs             | 4º                       | 1º        | Estreia          |
| Liga Sul (2 vagas)                            | Cashmere Technical          | 1º                       | 1º        | Estreia          |
| Liga Sul (2 vagas)                            | Selwyn United               | 2º                       | 1º        | Estreia          |
| Wellington Phoenix Reserves (vaga automática) | Wellington Phoenix Reserves | Classificação automática | 1º        | Estreia          |

1. 1 2 3 4 5  Estreia na nova competição, mas já disputou o antigo Campeonato Neozelandês de Futebol
2. 1 2 3  Já venceu o antigo Campeonato Neozelandês de Futebol
3. ↑  O Lower Hutt City não pôde se classificar para a Liga Nacional por conta de se MoU com o Wellington Phoenix
4. ↑  Já terminou em 8º no antigo Campeonato Neozelandês de Futebol
5. ↑  Já terminou em 6º no antigo Campeonato Neozelandês de Futebol

## Liga Nacional

### Série Centro-Sul
Com a confirmação de que os níveis de alerta não se alterariam para um nível que permitisse às equipes de Auckland e Waikato disputarem a Liga Nacional, a New Zealand Football anunciou o cancelamento da Liga Nacional. Em seu lugar, decidiram por uma competição inter-regional única, a Liga Nacional: Série Centro-Sul. A New Zealand Football também confirmou que a Liga Nacional: Série Centro-Sul não teve qualquer influência na qualificação para a Liga dos Campeões da OFC, que foi discutida separadamente com a OFC.

#### Classificação
| Pos | Equipes                     | Pts | J | V | E | D | GM | GS | SG  | Classificação ou rebaixamento     |
| --- | --------------------------- | --- | - | - | - | - | -- | -- | --- | --------------------------------- |
| 1   | Miramar Rangers (Q)         | 11  | 5 | 3 | 2 | 0 | 13 | 10 | +3  | Classificados para a Grande Final |
| 2   | Wellington Olympic (Q)      | 10  | 5 | 3 | 1 | 1 | 15 | 13 | +2  | Classificados para a Grande Final |
| 3   | Cashmere Technical          | 9   | 5 | 3 | 0 | 2 | 8  | 4  | +4  |                                   |
| 4   | Wellington Phoenix Reserves | 6   | 5 | 2 | 0 | 3 | 15 | 8  | +7  |                                   |
| 5   | Western Suburbs             | 6   | 5 | 2 | 0 | 3 | 6  | 11 | -5  |                                   |
| 6   | Selwyn United               | 1   | 5 | 0 | 1 | 4 | 4  | 15 | -11 |                                   |

 (Q) Classificado para a Grande Final 

#### Confrontos
| Casa/Fora                   | CT  | MR  | SU  | WO  | WP  | WS  |
| --------------------------- | --- | --- | --- | --- | --- | --- |
| Cashmere Technical          | -   | 1-2 |     | 5-1 |     | 0-1 |
| Miramar Rangers             |     | -   | 2-2 | 4-4 | 3-2 |     |
| Selwyn United               | 0-1 |     | -   |     | 0-5 |     |
| Wellington Olympic          |     |     | 2-4 | -   |     | 2-1 |
| Wellington Phoenix Reserves | 0-1 |     |     | 2-4 | -   | 6-0 |
| Western Suburbs             |     | 1-2 | 3-1 |     |     | -   |

 Azul=vitória do time da casa; Amarelo=empate; Vermelho=vitória do time visitante 

### Grande final
| 12 de dezembro de 2021 | Miramar Rangers                                                                             | 7-2       | Wellington Olympic          | Wellington                                                         |  |
| 14:00                  | - Simes 8' - Mason-Smith 24' - Whyte 27', 39' - Delhommelle 52' - Midgley 59' - Moreira 87' | Relatório | - Bouzoukis 19' - Chote 31' | Estádio: Jerry Collins Stadium Árbitro: Campbell-Kirk Kawana-Waugh |  |

## Estatísticas

### Artilheiros
| Classificação | Jogador          | Clube                       | Gols |
| ------------- | ---------------- | --------------------------- | ---- |
| 1             | Ollie Whyte      | Miramar Rangers             | 7    |
| 2             | Kailan Gould     | Wellington Olympic          | 5    |
| 2             | Luis Toomey      | Wellington Phoenix Reserves | 5    |
| 4             | Sam Mason-Smith  | Miramar Rangers             | 4    |
| 4             | Ben Mata         | Wellington Olympic          | 4    |
| 4             | João Moreira     | Miramar Rangers             | 4    |
| 4             | Josh Rudland     | Wellington Phoenix Reserves | 4    |
| 4             | Oskar van Hattum | Wellington Phoenix Reserves | 4    |
| 9             | Garbhan Coughlan | Cashmere Technical          | 3    |
| 10            | Gianni Bouzoukis | Wellington Olympic          | 2    |
| 10            | Harry Chote      | Wellington Olympic          | 2    |
| 10            | Ihaia Delaney    | Western Suburbs             | 2    |
| 10            | Hugo Delhommelle | Miramar Rangers             | 2    |
| 10            | Wan Gatkek       | Western Suburbs             | 2    |
| 10            | Kaelin Nguyen    | Wellington Phoenix Reserves | 2    |
| 10            | Yuya Taguchi     | Cashmere Technical          | 2    |

### Recordes
- Maior vitória em casa: – Wellington Phoenix Reserves 6–0 Western Suburbs (4 de dezembro de 2021)
- Maior vitória fora de casa: – Selwyn United 0–5 Wellington Phoenix Reserves (27 de novembro de 2021)
- Partida com mais gols: 9 gols – Miramar Rangers 7–2 Wellington Olympic (12 de dezembro de 2021)
- Mais gols marcados na temporada: 15 – Wellington Olympic, Wellington Phoenix Reserves
- Mais gols marcados na temporada (incluindo final): 20 – Miramar Rangers
- Menos gols sofridos na temporada: 4 – Cashmere Technical
- Mais pontos na temporada: 11 – Miramar Rangers

## Prêmios
| Liga             | MVP                 | Clube             | Artilheiro       | Clube              |
| ---------------- | ------------------- | ----------------- | ---------------- | ------------------ |
| Liga Norte       | Alex Greive         | Birkenhead United | Alex Greive      | Birkenhead United  |
| Liga Central     | Jonty Roubos        | Wairarapa United  | George Ott       | Lower Hutt City    |
| Liga Sul         | Pieter Taco Bierema | Selwyn United     | Garbhan Coughlan | Cashmere Technical |
| Série Centro-Sul | Pieter Taco Bierema | Selwyn United     | Ollie Whyte      | Miramar Rangers    |

| Equipe da temporada | Equipe da temporada                            | Equipe da temporada                            | Equipe da temporada                            | Equipe da temporada                            | Equipe da temporada                 | Equipe da temporada                 | Equipe da temporada                       | Equipe da temporada                       | Equipe da temporada                       | Equipe da temporada                 | Equipe da temporada                 | Equipe da temporada                 |
| ------------------- | ---------------------------------------------- | ---------------------------------------------- | ---------------------------------------------- | ---------------------------------------------- | ----------------------------------- | ----------------------------------- | ----------------------------------------- | ----------------------------------------- | ----------------------------------------- | ----------------------------------- | ----------------------------------- | ----------------------------------- |
| Goleiro             | Pieter-Taco Bierema (Selwyn United)            | Pieter-Taco Bierema (Selwyn United)            | Pieter-Taco Bierema (Selwyn United)            | Pieter-Taco Bierema (Selwyn United)            | Pieter-Taco Bierema (Selwyn United) | Pieter-Taco Bierema (Selwyn United) | Pieter-Taco Bierema (Selwyn United)       | Pieter-Taco Bierema (Selwyn United)       | Pieter-Taco Bierema (Selwyn United)       | Pieter-Taco Bierema (Selwyn United) | Pieter-Taco Bierema (Selwyn United) | Pieter-Taco Bierema (Selwyn United) |
| Defensores          | Tom Schwarz (Cashmere Technical)               | Tom Schwarz (Cashmere Technical)               | Tom Schwarz (Cashmere Technical)               | Tom Schwarz (Cashmere Technical)               | Taylor Schrijvers (Miramar Rangers) | Taylor Schrijvers (Miramar Rangers) | Taylor Schrijvers (Miramar Rangers)       | Taylor Schrijvers (Miramar Rangers)       | Ben Mata (Wellington Olympic)             | Ben Mata (Wellington Olympic)       | Ben Mata (Wellington Olympic)       | Ben Mata (Wellington Olympic)       |
| Meio-campistas      | Jack-Henry Sinclair (Wellington Olympic)       | Jack-Henry Sinclair (Wellington Olympic)       | Jack-Henry Sinclair (Wellington Olympic)       | Hugo Delhommelle (Miramar Rangers)             | Hugo Delhommelle (Miramar Rangers)  | Hugo Delhommelle (Miramar Rangers)  | Luis Toomey (Wellington Phoenix Reserves) | Luis Toomey (Wellington Phoenix Reserves) | Luis Toomey (Wellington Phoenix Reserves) | Robert Sabo (Western Suburbs)       | Robert Sabo (Western Suburbs)       | Robert Sabo (Western Suburbs)       |
| Atacantes           | Oskar van Hattum (Wellington Phoenix Reserves) | Oskar van Hattum (Wellington Phoenix Reserves) | Oskar van Hattum (Wellington Phoenix Reserves) | Oskar van Hattum (Wellington Phoenix Reserves) | Ollie Whyte (Miramar Rangers)       | Ollie Whyte (Miramar Rangers)       | Ollie Whyte (Miramar Rangers)             | Ollie Whyte (Miramar Rangers)             | Kailan Gould (Wellington Olympic)         | Kailan Gould (Wellington Olympic)   | Kailan Gould (Wellington Olympic)   | Kailan Gould (Wellington Olympic)   |